# Zenon Nasterski
Zenon Nasterski (ur. 13 grudnia 1931 r. w Łodzi, zm. 27 grudnia 2020 r. we Wrocławiu) – polski architekt.

## Życiorys
Urodził się 13 grudnia 1931 w Łodzi. Studia architektoniczne ukończył na Politechnice Wrocławskiej. Pracował jako projektant w biurach «Miastoprojekt» i «Inwestprojekt» we Wrocławiu. Zrealizował projekty kościoła św. Franciszka z Asyżu przy ul. Borowskiej, kościoła św. Ignacego Loyoli przy ul. Stysia i kościoła św. Stefana przy ul. Kamienieckiej; kościoła Najświętszego Serca Pana Jezusa w Porajowie, domu rekolekcyjnego w Krzydlinie Małej, kościoła Matki Bożej Kochawińskiej w Gliwicach, kościoła Niepokalanego Serca NMP i św. Antoniego Marii Klareta w Łodzi oraz Technikum Górniczego w Zgorzelcu. Był jednym z twórców niezrealizowanego projektu biurowca Poltegoru oraz projektu zagospodarowania pl. Społecznego. W latach 1969–1973 pełnił funkcję Architekta Miasta Wrocławia.
Od roku 1957 należał do Stowarzyszenia Architektów Polskich, ponadto był członkiem Dolnośląskiej Okręgowej Izby Architektów. Odznaczony Złotym Krzyżem Zasługi (1972) i brązową odznaką SARP (1963).
Zmarł 27 grudnia 2020 r. i został pochowany na cmentarzu św. Wawrzyńca we Wrocławiu.

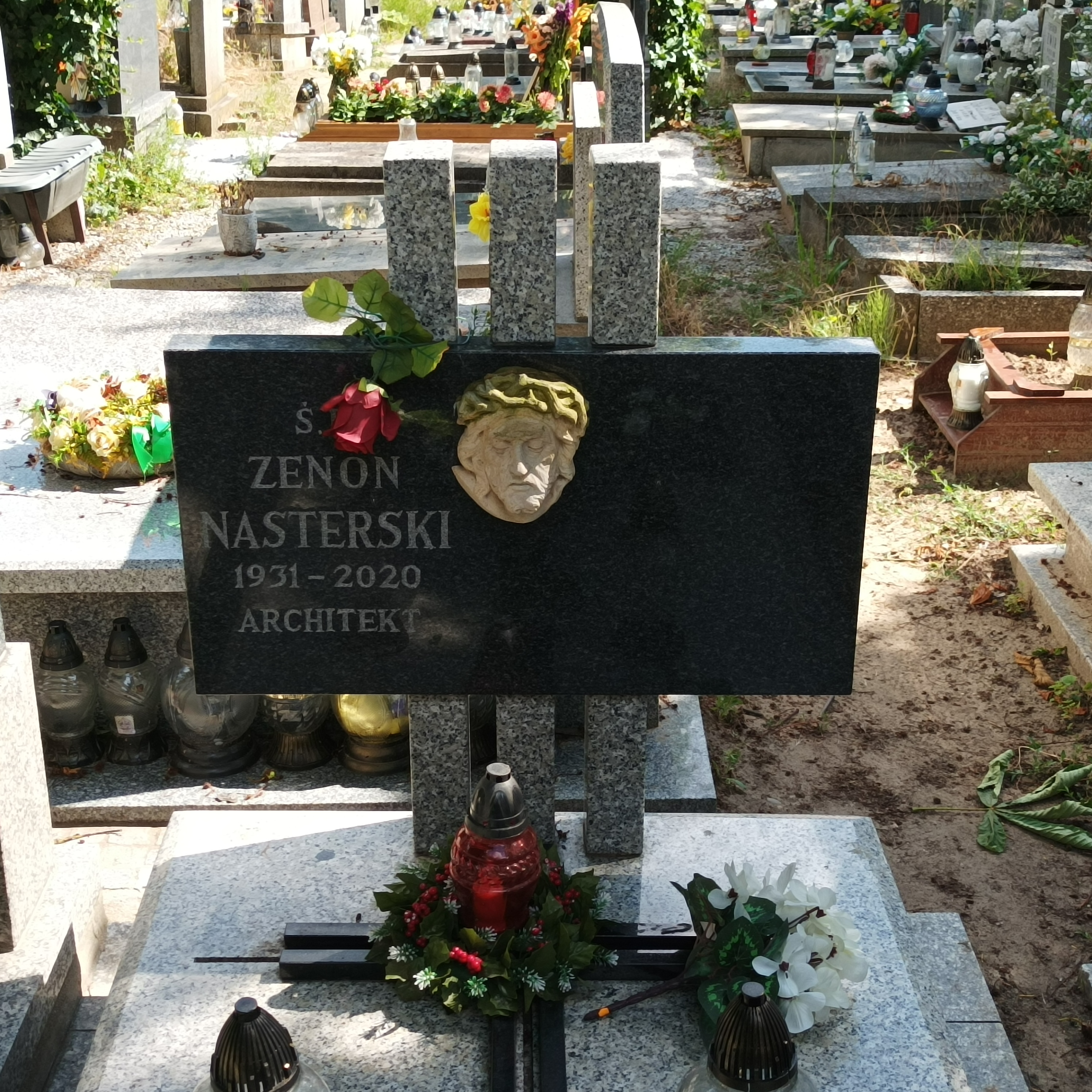
Grób Zenona Nasterskiego na cmentarzu św. Wawrzyńca we Wrocławiu